# Flavio Martini
Flavio Martini (ur. 13 stycznia 1945 w Galliera Veneta) – włoski kolarz szosowy, dwukrotny medalista mistrzostw świata.

## Kariera
Pierwszy sukces w karierze Flavio Martini osiągnął w 1967 roku, kiedy wspólnie z Lorenzo Bosisio, Benito Pigato i Vittorio Marcellim zdobył brązowy medal w drużynowej jeździe na czas podczas mistrzostw świata w Heerlen. W drużynie z Pigato, Martinim i Giovannim Bramuccim powtórzył ten wynik na rozgrywanych rok później mistrzostwach świata w Montevideo. W 1968 roku zajął też szóste miejsce w wyścigu ze startu wspólnego amatorów. W 1968 roku wystąpił również na igrzyskach olimpijskich w Meksyku, gdzie w wyścigu ze startu wspólnego zajął 31. miejsce. Ponadto w latach 1970 i 1974 wygrywał Giro del Belvedere, a w 1974 roku wygrał też wyścig Vicenza-Bionde.